# Алгонкінський провінційний парк

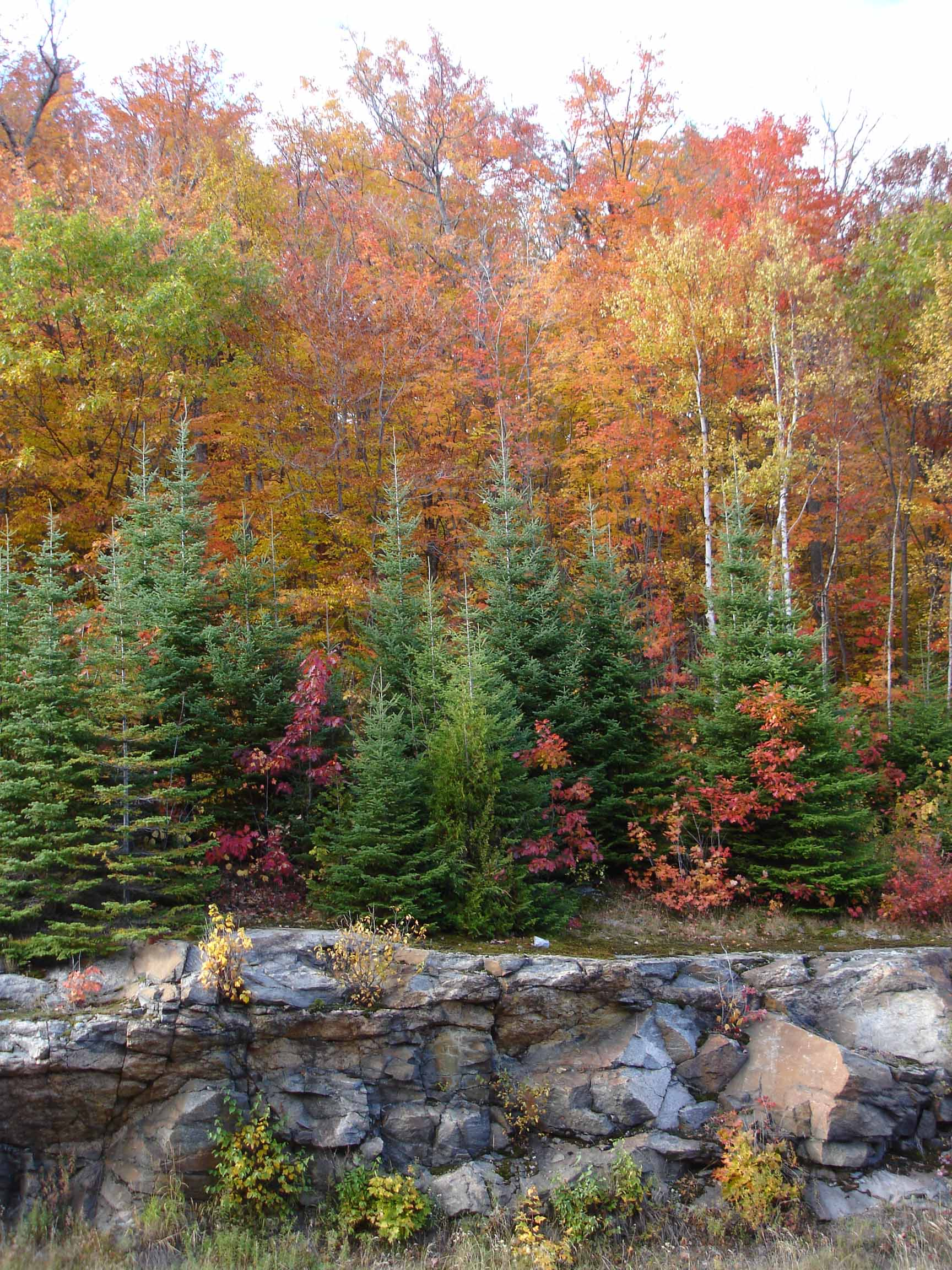

Алгонкінський провінційний парк або Провінційний парк Алґонкін (англ. Algonquin Provincial Park) — національний парк, особлива природоохоронна територія в провінції Онтаріо, Канада. 
Парк займає площу 7725 км². Створений 1893 року. Парк розташований на виході кристалічного фундаменту Алґонкінського склепіння. Рельєф носить сліди дії льодовиків.
Фауна парку налічує більш ніж 45 видів ссавців, 262 види птахів, 53 види риб, 31 вид плазунів і земноводних. Тут росте більше тисячі видів рослин, зокрема 34 види дерев. Парк не має штату дослідників. По території парку проходять туристичні маршрути, є облаштовані стоянки, діє прокат каное. Завдяки близькості до таких великих міст як Оттава і Торонто, парк дуже популярний серед туристів.
У парку знаходиться одна з найбільших обсерваторій світу – Алґонкін, з найбільшими телескопами.